# Anton Ažbe
Anton Ažbe (ur. 30 maja 1862 w Dolenčicach, zm. 5 sierpnia 1905 w Monachium) – słoweński malarz i pedagog działający w Niemczech; założyciel szkoły Ažbè-Schule.

## Życiorys
Studiował w Akademii Sztuk Pięknych w Wiedniu (1882–1884) oraz w Akademii Sztuk Pięknych w Monachium (1884–1891), specjalizując się w rysunku portretowym. Wiosną 1891 otworzył w Monachium własną prywatną szkołę Ažbè-Schule. Do jego uczniów należeli m.in. Igor Grabar, słoweńscy impresjoniści Matija Jama, Rihard Jakopič i Matej Sternen, Serbka Nadežda Petrović, Chorwat Josip Račić, Czech Ludvík Kuba, Rosjanka Olga Della-Vos-Kardowska, Polak Zygmunt Rozwadowski, a także Wassily Kandinsky i Aleksiej Jawlensky.
Odznaczony Kawalerią Orderu Franciszka Józefa oraz Orderem Świętego Sawy.

## Twórczość
Będąc pod wpływem monachijczyków, Ažbe propagował realizm w portretach i scenach rodzajowych. Preferował mocne pociągnięcia pędzlem i stosowanie niemieszanych kolorów, nakładanych bezpośrednio na płótno.
Twórczość Ažbego była ograniczona jego obowiązkami pedagogicznymi, zachowało się tylko 9 jego rysunków i 8 obrazów olejnych.

## Galeria

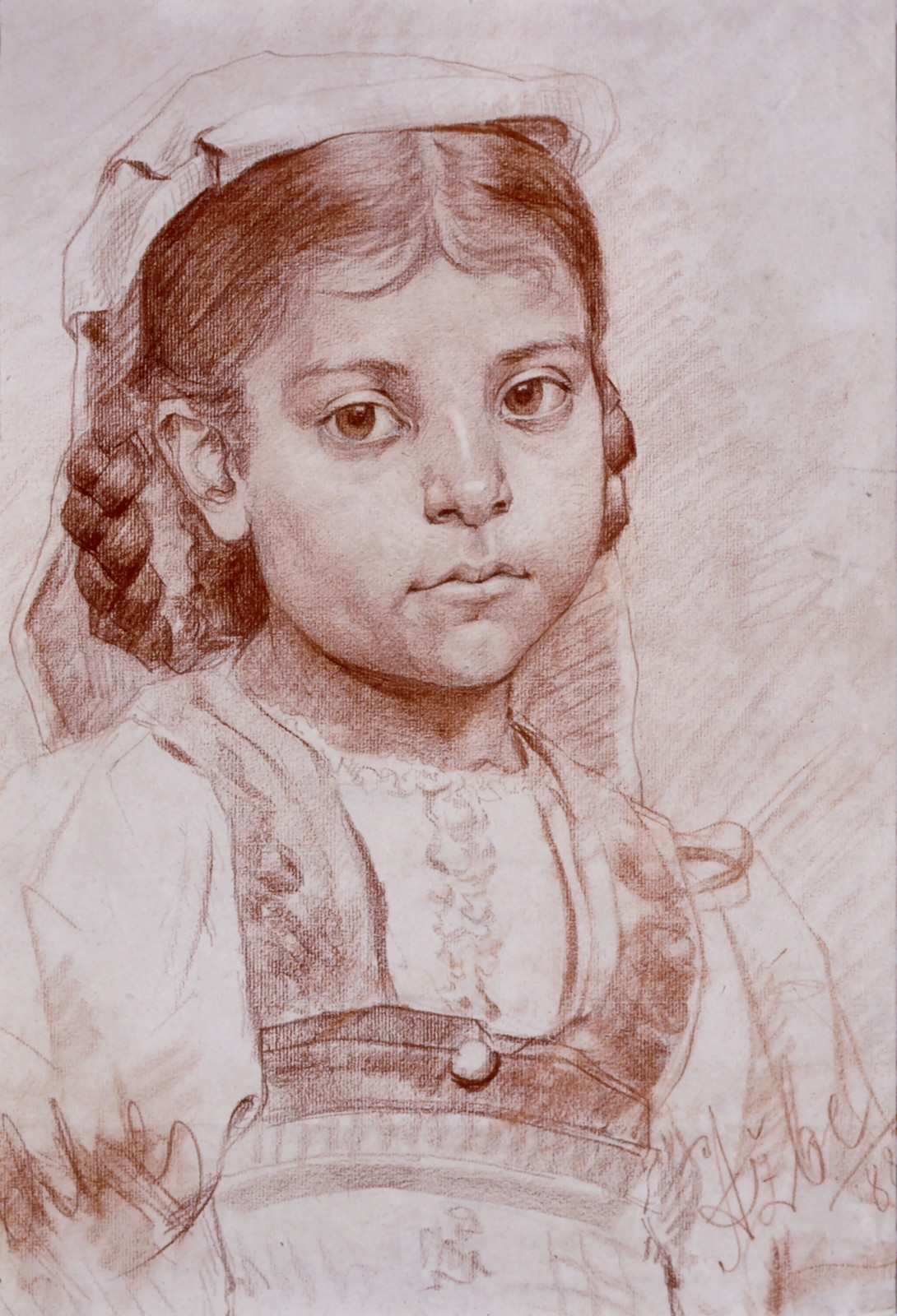
Mała Dalmatynka, 1885
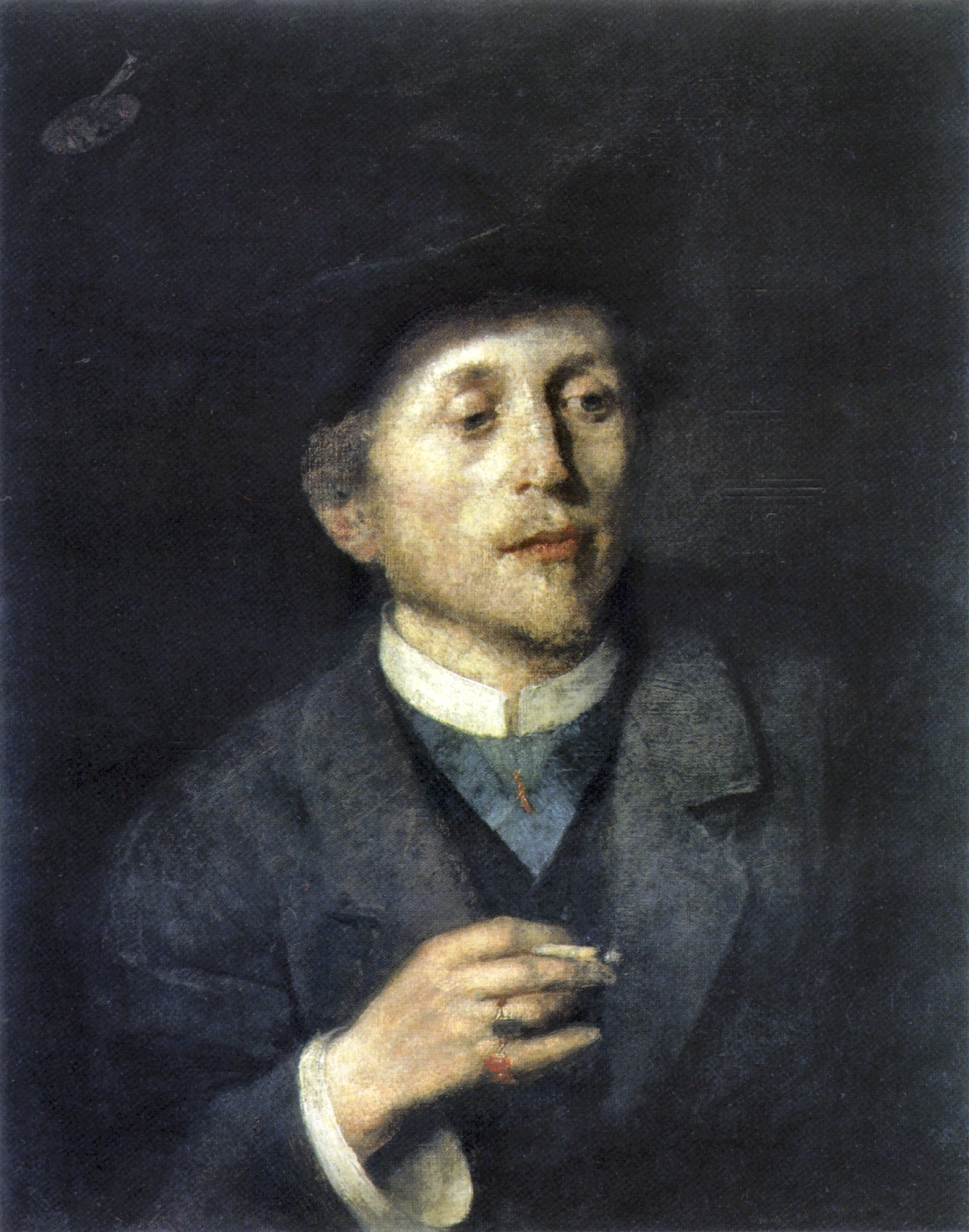
Autoportret, 1886
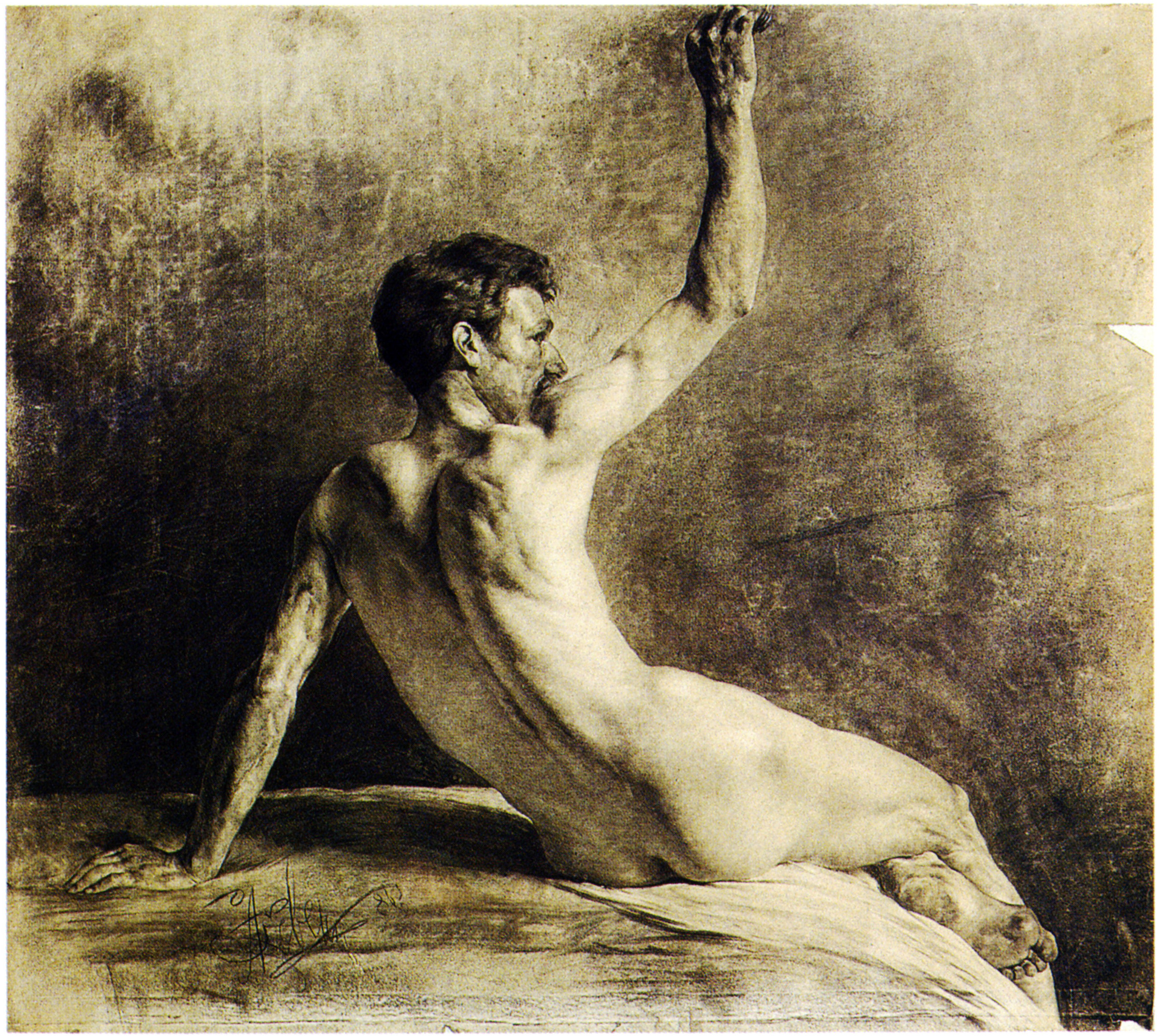
Studium aktu, 1886
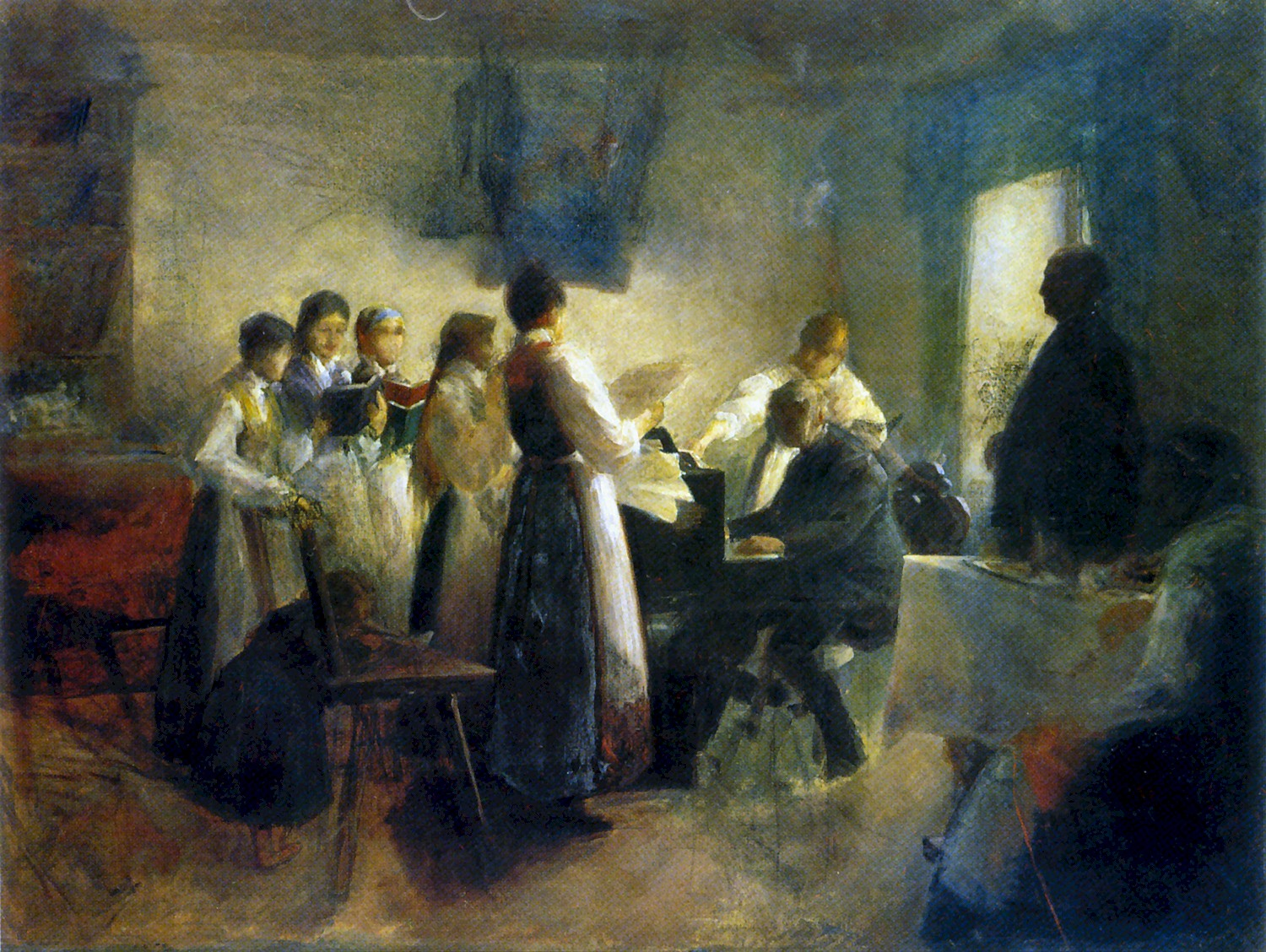
Chór wiejski, 1900
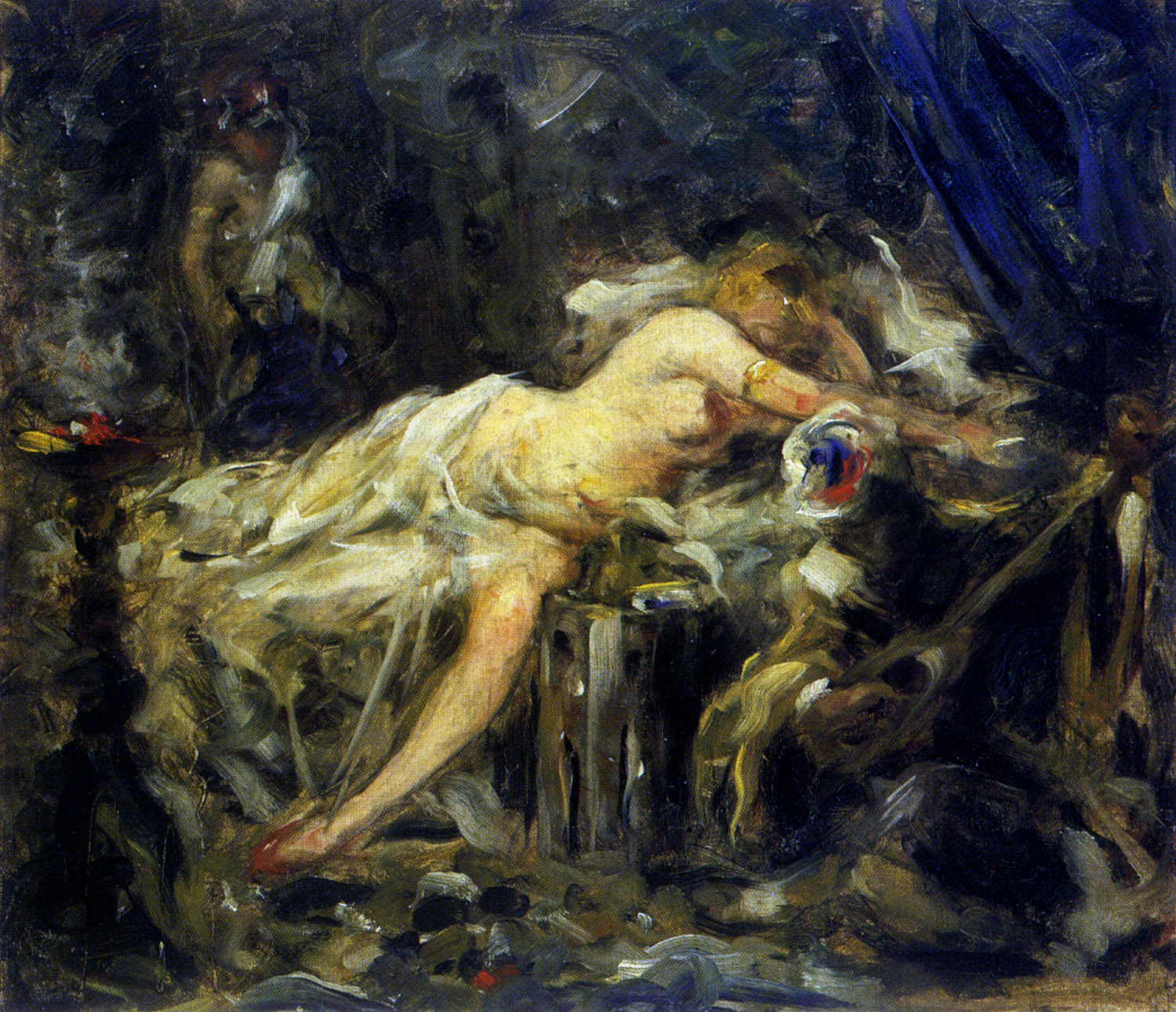
Harem, 1903